# 叶夫诺·阿泽夫
叶夫诺·阿泽夫（1869年—1918年4月24日），俄罗斯社会革命党人、双面间谍，他既是社会革命党暗杀行动的组织者，又是俄罗斯帝国秘密警察公共安全与秩序保卫部的间谍。1904年到1908年，他晋升为社会革命党战斗组织领导人，日俄战争期间曾接受日本间谍明石元二郎的资助。1909年被革命者弗拉基米尔·伯采夫发现后逃往德国，1918年去世。